# Jowasa Drodrolagi

a Compétitions nationales et continentales officielles uniquement.

b Matchs officiels uniquement.
Jowasa Drodrolagi, né le 12 avril 1995, est un joueur de rugby à XIII fidjien évoluant au poste de deuxième ligne ou de centre. 
Il est formé au rugby à XIII aux Fidji au sein du club de Port Kembla, il intègre par la suite Glebe Dirty Reds en Ron Massey Cup et Western Suburbs en New South Wales Cup, antichambre de la National Rugby League, puis le club nouvellement créé de Kaiviti Silktails en Ron Massey Cup, troisième échelon australien. Désirant se donner une chance d'intégrer l'équipe nationale des Fidji, il tente sa chance en 2020 en Europe et rejoint la formation française de Carcassonne qui deviendra avec lui Championnat de France durant la saison 2021 2022.

## Palmarès
- Collectif :
  - Vainqueur du Championnat de France : 2022 et 2024 (Carcassonne).
  - Vainqueur de la Coupe de France : 2023 (Carcassonne).
  - Finaliste du Championnat de France : 2021, 2023 et 2025 (Carcassonne).